# Zauberkreis Verlag
Der Zauberkreisverlag (auch Der Zauberkreis Verlag) mit Sitz in Rastatt wurde 1946 gegründet. Er veröffentlichte seit Beginn der 1950er Jahre Heftromane und später auch Taschenbücher und Comics. 1985 wurde der Zauberkreis Verlag an den Erich Pabel Verlag verkauft. Die damals noch laufenden Serien wurden jedoch eingestellt, als der Chefredakteur des Pabel-Zauberkreis-Verlags verunglückte. Werner Müller-Reymann starb am 24. Mai 1986 bei einem Verkehrsunfall mit dem Auto. Es war sein 50. Geburtstag. Der Verlag, der seit 1985 nur noch eine Sparte des Pabel-Verlags war, existiert seit 1987 nicht mehr.

## Serien bei Zauberkreis
| Titel                            | Genre(s)                   | Hefte | Bemerkung                                                                               |
| -------------------------------- | -------------------------- | ----- | --------------------------------------------------------------------------------------- |
| Butler Parker                    | Krimi, Humor               | 605   |                                                                                         |
| Edelweiss-Bergroman              | Heimatroman                | 586   |                                                                                         |
| Gold-Roman                       | Frauenroman, Liebesroman   | 1363  |                                                                                         |
| Kasperle (Comiczeitschrift)      | Comic                      | 121   | 1–93 erschienen bei Zauberkreis, 94–121 bei Jaeger                                      |
| Larry Brent                      | Okkultkrimi                | 192   |                                                                                         |
| Macabros                         | Horror, Fantasy            | 125   |                                                                                         |
| Occu                             | Horror                     | 58    |                                                                                         |
| Rodeo-Western                    | Western                    | 842   |                                                                                         |
| Ron Kelly                        | Mystery                    | 22    |                                                                                         |
| Rote Laterne                     | Erotik, Liebesroman, Krimi | 640   |                                                                                         |
| Sandra King – Agentin ohne Gnade | Kriminalroman              | 65    | Ursprünglich im Silber-Krimi (ab Nr. 1062), auch als Taschenbuch, ab 1982 als Heftreihe |
| Schicksale unserer Zeit          | Tatsachenroman             |       |                                                                                         |
| Schicksals-Roman                 | Tatsachenroman             |       |                                                                                         |
| Schloßroman                      | Adelsroman                 |       |                                                                                         |
| SF Science Fiction               | Science Fiction            | 296   |                                                                                         |
| Silber-Krimi                     | Krimi                      | 1094  | unter den Titeln Silber-Kriminal, Silber-Krimi, Silber-Spionage-Krimi                   |
| Silber Grusel-Krimi              | Okkultkrimi                | 494   |                                                                                         |
| Silber-Western                   | Western                    | 1903  |                                                                                         |
| Top-Western                      | Western                    | 300   | danach Top Western Express                                                              |
| Zauberkreis Taschenbuch          | Okkultkrimi                | 81    |                                                                                         |
| Zu Hause                         | Heimatroman                |       |                                                                                         |